# Louis Wolheim
Louis Wolheim est un acteur et réalisateur américain, de son nom complet Louis Robert Wolheim, né le 28 mars 1880 à New York (État de New York), mort le 18 février 1931 à Los Angeles (Californie).

## Biographie

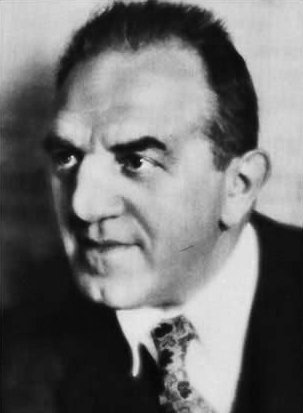
En 1930

Au cinéma, Louis Wolheim débute dans deux courts métrages muets sortis en 1914 et contribue en tout à cinquante-six films américains (une dizaine parlants). Les deux derniers sortent en 1931 — peu après sa mort prématurée, d'un cancer —, dont The Sin Ship (avec Mary Astor et Ian Keith) qu'il réalise, expérience restée unique.
Entretemps, il apparaît notamment dans Les Deux Orphelines de D. W. Griffith (avec Lillian et Dorothy Gish), ainsi que dans trois réalisations de Lewis Milestone, Two Arabian Knights (1927, avec William Boyd, Mary Astor et Ian Keith), The Racket (1928, avec Thomas Meighan et Marie Prevost) et À l'Ouest, rien de nouveau (1930, avec Lew Ayres et John Wray).
Fait particulier, il tourne neuf films muets (le premier en 1915) avec Lionel Barrymore. Leur dernier ensemble est Pour l'indépendance de D.W. Griffith (1924, avec également Neil Hamilton et Erville Alderson).
Au théâtre, Louis Wolheim joue à Broadway dans neuf pièces, entre 1919 et 1925. À l'occasion des deux premières, The Jest (1919-1920) et The Letter of the Law (adaptation de La Robe rouge d'Eugène Brieux, 1920), il retrouve Lionel Barrymore. Celui-ci l'avait encouragé à venir sur les planches new-yorkaises, où son rôle majeur est sans doute celui de Robert 'Yank' Smith dans Le Singe velu d'Eugene O'Neill, en 1922.
Sa dernière pièce à Broadway est What Price Glory (en) de Maxwell Anderson et Laurence Stallings (1924-1925, avec Luis Alberni, Brian Donlevy), qui sera portée à l'écran sous le même titre, en 1926 (réalisation de Raoul Walsh) puis en 1952 (réalisation de John Ford). De plus, cultivé et polyglotte (n'étant qu'en apparence une « brute épaisse »), il collabore à l'adaptation de deux pièces, dont La Griffe d'Henri Bernstein (représentée en 1921-1922 sous le titre The Claw).
Notons encore que dans la pièce The Jest pré-citée, il a aussi comme partenaire John Barrymore (frère de Lionel), avec lequel il tournera trois films muets, Docteur Jekyll et M. Hyde de John S. Robertson (1920), Sherlock Holmes d'Albert Parker (1922) et enfin La Tempête de Sam Taylor (1928).

## Filmographie partielle

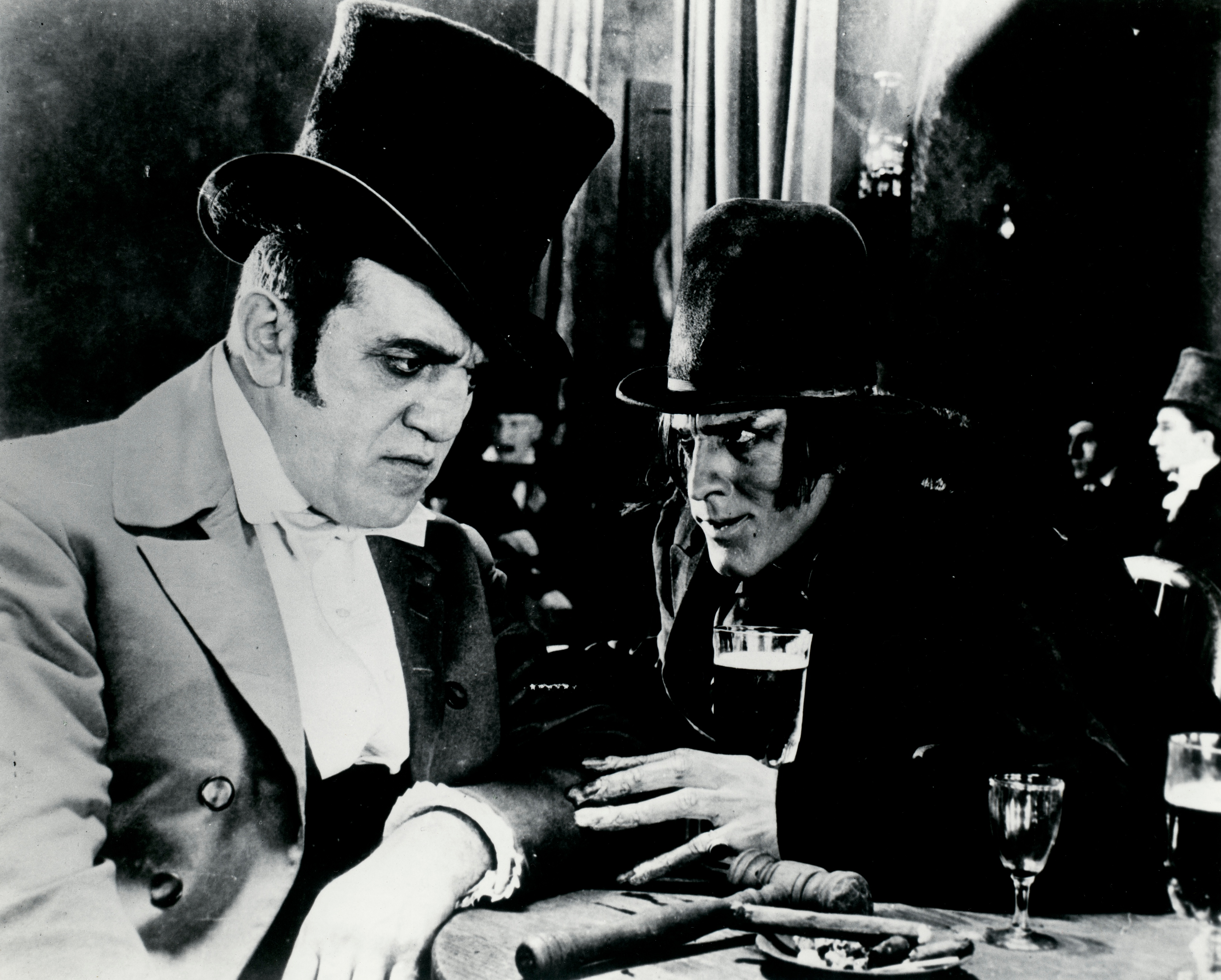
Avec John Barrymore, dans
Docteur Jekyll et M. Hyde (1920)

(comme acteur, sauf mention complémentaire)
- 1916 : The Sunbeam d'Edwin Carewe
- 1917 : The End of the Tour de George D. Baker
- 1917 : The Millionaire's Double (en) d'Harry Davenport
- 1917 : The Eternal Mother de Frank Reicher
- 1917 : The Avening Trail de Francis Ford
- 1918 : La Maison de la Haine (The House of Hate) de George B. Seitz
- 1918 : The Eyes of Mystery de Tod Browning
- 1918 : A Pair of Cupids de Charles Brabin
- 1919 : The Darkest Hour de Paul Scardon
- 1920 : Docteur Jekyll et Mister Hyde (Dr Jekyll and Mr. Hyde) de John S. Robertson
- 1921 : Experience de George Fitzmaurice
- 1921 : Les Deux Orphelines (Orphans of the Storm) de D. W. Griffith
- 1922 : Sherlock Holmes d'Albert Parker
- 1922 : Le Visage dans le brouillard (The Face in the Fog) d'Alan Crosland
- 1923 : Patricia (Little Old New York) de Sidney Olcott
- 1923 : Love's Old Sweet Song de J. Searle Dawley (court métrage)
- 1923 : La Terreur de la goëlette (The Last Moment) de J. Parker Read Jr.
- 1923 : The Go-Getter d'Edward H. Griffith
- 1924 : The Uninvited Guest de Ralph Ince
- 1924 : Pour l'indépendance (America) de D. W. Griffith
- 1924 : The Story Without a Name d'Irvin Willat
- 1925 : Lover's Island d'Henri Diamant-Berger
- 1927 : Sorrell and Son d'Herbert Brenon
- 1927 : Two Arabian Knights de Lewis Milestone
- 1928 : Tempête (Tempest) de Sam Taylor
- 1928 : L'Innocente (The Awakening) de Victor Fleming
- 1928 : The Racket de Lewis Milestone
- 1928 : The Shady Lady d'Edward H. Griffith
- 1929 : Pour son fils (Square Shoulders) d'E. Mason Hopper
- 1929 : L'Iceberg vengeur (Frozen Justice) d'Allan Dwan
- 1929 : Le Chant du loup (The Wolf Song) de Victor Fleming
- 1929 : Condamné (Condemned) de Wesley Ruggles
- 1930 : The Silver Horde de George Archainbaud
- 1930 : Au large de Shanghaï (The Ship from Shanghai) de Charles Brabin
- 1930 : À l'Ouest, rien de nouveau (All Quiest on the Western Front) de Lewis Milestone
- 1930 : Danger Lights de George B. Seitz
- 1931 : Gentleman's Fate de Mervyn LeRoy
- 1931 : The Sin Ship (+ réalisateur)

## Théâtre (à Broadway)

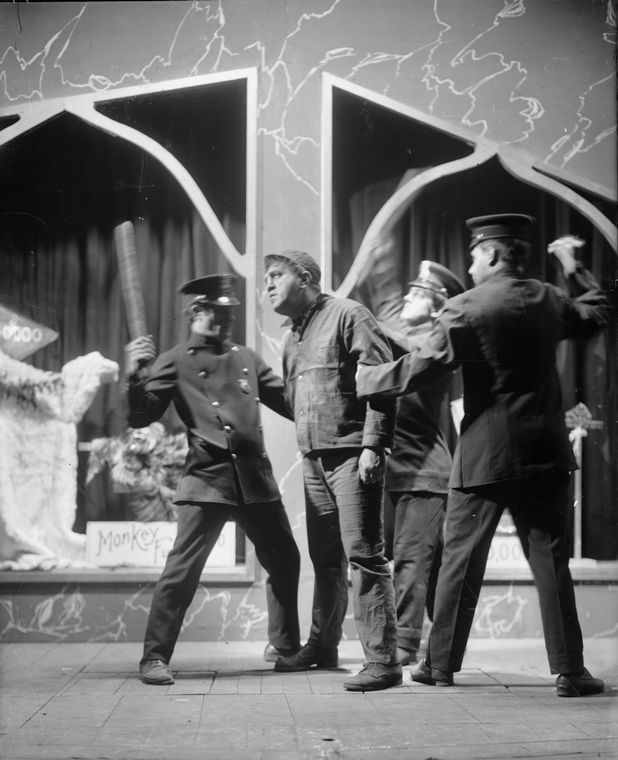
Dans Le Singe velu (1922)

(comme acteur, sauf mention contraire ou complémentaire)
- 1919-1920 : The Jest, adaptation par Edward Sheldon d'un roman de Sem Benelli, avec John et Lionel Barrymore
- 1920 : La Robe rouge (The Letter of the Law) d'Eugène Brieux, avec Lionel Barrymore
- 1920-1921 : The Broken Wing de Paul Dickey et Charles W. Goddard, avec George Abbott, Charles Trowbridge
- 1921 : The Fair Circassien de Gladys Unger, avec Dennis King
- 1921-1922 : La Griffe (The Claw) d'Henri Bernstein, avec Lionel Barrymore, Ian Wolfe (adaptation uniquement, en collaboration avec Edward Delaney Dunn)
- 1921-1922 : Die Puste Kretshme (The Iddle Inn ou The Haunted Inn) de Peretz Hirshbein, avec Sam Jaffe, Edward G. Robinson (+ adaptation, en collaboration avec Isaac Goldberg)
- 1922 : Le Singe velu (The Hairy Ape) d'Eugene O'Neill, avec Henry O'Neill
- 1924 : Macbeth de William Shakespeare, avec Douglass Dumbrille
- 1924 : Catskill Dutch de Roscoe W. Brink
- 1924-1925 : What Price Glory de Maxwell Anderson et Laurence Stallings, avec Luis Alberni, William Boyd, Brian Donlevy, Fay Roope, George Tobias